# Декларація про права розумово відсталих осіб
Декларація про права розумово відсталих осіб — міжнародна декларація, яка прийнята і проголошена резолюцією 2856 (XXVI) Генеральної Асамблеї ООН 20 грудня 1971 року.

## Декларація

### Структура
За форматом документ подібний до Декларації прав дитини 1959 року. Складається з преамбули (констатуючої) та деклараційної (рекомендаційної) частини. Права розумово відсталих осіб згідно Декларації полягають в семи основних принципах, які викладені у другій, завершальній частині Декларації.
Як зазначено в преамбулі Декларації, Генеральна Асамблея ООН, усвідомлюючи зобов'язання, взяті на себе державами-членами ООН відповідно до Статуту, посилаючись на принципи Загальної декларації прав людини, Міжнародних пактів про права людини, Декларації прав дитини та на норми соціального прогресу, які вже проголошені у конституційних актах, конвенціях, рекомендаціях та резолюціях Міжнародної організації праці, Організації Об'єднаних Націй з питань освіти, науки та культури, Світової організації охорони здоров'я, Дитячого фонду Організації Об'єднаних Націй та інших зацікавлених організацій, підкреслюючи, що у Декларації соціального прогресу та розвитку проголошується необхідність захисту прав, забезпечення добробуту та відновлення працездатності людей, які страждають на фізичні та розумові недоліки, враховуючи необхідність надання розумово відсталим особам допомоги у розвитку їх здібностей у різних галузях діяльності та сприяння у міру можливості включення їх у звичайне життя суспільства, усвідомлюючи, що деякі країни на даному етапі свого розвитку можуть докласти лише обмежених зусиль у цих цілях, проголошує цю Декларацію про права розумово відсталих осіб і просить вжити заходів у національному та міжнародному плані, щоб Декларація служила загальною основою та керівництвом для захисту цих прав.

### Основні положення
Сформульовані у Декларації сім принципів покликані забезпечити права розумово відсталих осіб та передбачають: 
- Принцип 1. Розумово відстала особа має в максимальній ступені здійсненності ті ж права, що й інші люди.
- Принцип 2. Розумово відстала особа має право на належне медичне обслуговування та лікування, а також право на освіту, навчання, відновлення працездатності та заступництво, які дозволять їй розвивати свої здібності та максимальні можливості.
- Принцип 3. Розумово відстала особа має право на матеріальне забезпечення та на задовільний життєвий рівень. Воно має право продуктивно працювати або займатися якоюсь іншою корисною справою на повну міру своїх можливостей.
- Принцип 4. У тих випадках, коли це можливо, розумово відстала особа повинна жити в колі своєї сім'ї або з прийомними батьками та брати участь у різних формах життя суспільства. Сім'ї таких осіб мають отримувати допомогу. У разі необхідності поміщення такої людини у спеціальний заклад необхідно зробити так, щоб нове середовище та умови життя якнайменше відрізнялися від умов звичайного життя.
- Принцип 5. Розумово відстала особа має право користуватися кваліфікованими послугами опікуна у тих випадках, коли це необхідно для захисту його особистого добробуту та інтересів.
- Принцип 6. Розумово відстала особа має право на захист від експлуатації, зловживань та принизливого поводження. Що стосується судового переслідування у зв'язку з будь-яким діянням він повинен мати право на належне здійснення законності, яке повністю враховує ступінь розумового розвитку.
- Принцип 7. Якщо внаслідок серйозного характеру інвалідності розумово відстала особа не може належним чином здійснювати всі свої права або виникає потреба в обмеженні або анулюванні деяких або всіх таких прав, то процедура, яка застосовується з метою такого обмеження або анулювання, повинна передбачати належні правові гарантії від будь-яких зловживань. Ця процедура повинна ґрунтуватися на оцінці кваліфікованими фахівцями суспільно корисних можливостей розумово відсталої особи, а також передбачати періодичний перегляд та право апеляції до вищих інстанцій.